# Freycinetia percostata
Freycinetia percostata är en enhjärtbladig växtart som beskrevs av Elmer Drew Merrill och Lily May Perry. Freycinetia percostata ingår i släktet Freycinetia och familjen Pandanaceae. Inga underarter finns listade.